# Kurnatowice
Kurnatowice – średniej wielkości wieś sołecka w Polsce położona w województwie wielkopolskim, w powiecie międzychodzkim, w gminie Kwilcz.

## Podział wsi
| SIMC   | Nazwa  | Rodzaj    |
| ------ | ------ | --------- |
| 587790 | Zawada | część wsi |

Położona na terenie Sierakowskiego Parku Krajobrazowego.

## Historia
Wieś ma metrykę średniowieczną i pierwotnie związana była z Wielkopolską. Istnieje co najmniej od końca XIV wieku. Wymieniona została w 1391 w łacińskim dokumencie jako Kunratouicze, 1400 Cunratouice, Cunratowice, 1418 Chunrathouice, 1424 Cunrathowicze, 1425 Cunratowicze, 1469 Kondratowiczc, 1475 Cunrathowyce, 1499 Cunrathowycze, 1530 Cvrnathowice, 1540 Kornatowice, 1563 Condratowicze, 1564 Kurnatowicze, 1577 Kurnatowo.
W 1446 leżała w powiecie poznańskim Korony Królestwa Polskiego. Od 1508 należała w parafii Sieraków.
Miejscowość była wsią szlachecką należącą do lokalnej szlachty wielkopolskiej Kurnatowskich. W latach 1391–1407 właścicielem wsi był Blizbor z Kurnatowa, który od jej nazwy przyjął odmiejscowe nazwisko Kunratowski. W latach 1413–34 właścicielem był Marcin Kunratowski. W 1425 odnotowano proces sądowy Gniewomira z Kurnatowa z Piotrem z Lewic. W 1430 Marcin Kunratowski osadził sędziego wiejskiego w dziedzinie Kurnatowice. W 1491 Marcin pleban w Bytyniu oraz Andrzej pleban w Parzęczewie, dziedzice z Kurnatowic, oddali swoim braciom Janowi, Michałowi i Mikołajowi swoje części w Kurnatowicach. W 1530 Wojciech Kurnatowski zapisał swojej żonie Annie po 400 florenów posagu i wiana na wsi Orzeszkowo, sobie zachowując całe Kurnatowice. W 1540 zapisał żonie Agnieszce po 200 grzywien posagu i wiana na całych Kurnatowicach.
W 1469 oraz w 1499 wieś odnotowana została jako zalegająca z podatkami. W 1508 miał miejsce pobór od młyna o jednym kole, 9 półłankach, młyna opuszczonego. W 1563 miał miejsce pobór od 4 łanów, karczmy, młyna dorocznego o jednym kole. W 1564 wieś miała 7 łanów. W 1577 płatnikiem poboru był Stanisław Kurnatowski. W 1581 pobór z części posiadanego przez niego majątku we wsi odbył się od 2 półłanków, 2 zagrodników, 5 komorników, młyna o jednym kole, a z części Andrzeja Kurnatowskiego od 2 półłanków, 4 zagrodników, pastucha wypasającego 15 owiec. W 1603 odnotowano, że kiedyś we wsi Kurnatowice było 16 ratajów (robotników rolnych), a obecnie są tylko sami zagrodnicy.
W 1581 przy podziale dóbr pomiędzy braćmi Stanisławem i Andrzejem Kurnatowskimi wymieniono szereg obiektów we wsi i okolicy: strugę bez nazwy, do której wpadała strużka Wielka, staw Wierszny, Nadolny, staw nowy z wolną strugą idącą od jeziora Dupiny, a także jeziora Długie, Wyrzyna, Czyste, Dupina. Odnotowano także stawek na smugu, przy nim błota, młyn, łąkę przy kopaninie pod okrągłym laskiem, dział „w borku pod góry” oraz kolejno Długi Las, wielką i małą łąkę, ostrów pod Zapalczem, folwark przy Osełce, a także ostrówki przy końcu Jeziora Dupiny, ostrowy położone w stronę Chwalimia, w stronę Kurnatowic z młyniskiem, między borkiem, a dąbrówką oraz łąkę o nazwie Walaskowa.
W wyniku II rozbioru Rzeczypospolitej w 1793, miejscowość przeszła w posiadanie Prus i jak cała Wielkopolska znalazła się w zaborze pruskim. W okresie Wielkiego Księstwa Poznańskiego (1815–1848) miejscowość wzmiankowana jako Kurnatowo  należała do wsi większych w ówczesnym pruskim powiecie Międzyrzecz w rejencji poznańskiej. Kurnatowo należało do okręgu kwileckiego tego powiatu i stanowiło część majątku Kwilcz, którego właścicielem był wówczas Arseni Kwilecki. Według spisu urzędowego z 1837 roku wieś liczyła 212 mieszkańców, którzy zamieszkiwali 15 dymów (domostw).
W latach 1975–1998 miejscowość administracyjnie należała do województwa poznańskiego.
W Kurnatowicach znajdowała się żwirownia, która obecnie jest już nieczynna, a w wyrobisku gromadzone są różnego rodzaju odpady pochodzenia rolniczego.